# Секционная свёртка
Секционная (секционированная) свёртка — метод вычисления свёртки, используемый, когда количество элементов одной из входных последовательностей во много раз больше, чем количество элементов другой. Основные методы вычисления секционной свёртки — метод перекрытия с суммированием и метод перекрытия с накоплением.

## Вычисление
Пусть {\displaystyle x=\{x(1),x(2),\ldots \}} — неограниченная последовательность, {\displaystyle h=\{h(1),\ldots ,h(N)\}} — последовательность длины {\displaystyle N}, {\displaystyle L} — некоторое натуральное число.

### Метод перекрытия с суммированием
Для вычисления линейной свёртки {\displaystyle y=x*h} методом перекрытия с суммированием необходимо разделить последовательность {\displaystyle x} на смежные секции длины {\displaystyle L}:
{\displaystyle x(n)=\sum \limits _{k=0}^{+\infty }x_{k}(n),}
где
{\displaystyle x_{k}(n)=\left\{{\begin{array}{rl}x(n),&n\in [kL,\,(k+1)L-1],\\0,&n\notin [kL,\,(k+1)L-1].\end{array}}\right.}
Тогда
{\displaystyle y(n)=\sum \limits _{m=0}^{N-1}h(m)\sum \limits _{k=0}^{+\infty }x_{k}(n-m)=\sum \limits _{k=0}^{+\infty }h(n)*x_{k}(n)=\sum \limits _{k=0}^{+\infty }y_{k}(n).}
Длина каждой из частичных свёрток в данной сумме равна {\displaystyle L+N-1}, то есть имеется участок длины {\displaystyle N-1}, на котором {\displaystyle k}-я и {\displaystyle (k+1)}-я частичные свёртки перекрываются, поэтому их отсчёты на участке перекрытия нужно сложить. Отсюда и происходит название данного метода.

### Метод перекрытия с накоплением
Пусть теперь длина секций {\displaystyle x_{k}} последовательности {\displaystyle x} равна {\displaystyle L+N-1} и у этих секций есть участки перекрытия длиной {\displaystyle N-1}. Для каждой секции вычисляется циклическая свёртка {\displaystyle h} и {\displaystyle x_{k}}, содержащая {\displaystyle L+N-1} отсчёт и обозначаемая {\displaystyle y_{k}}. Необходимо отбросить последние {\displaystyle N-1} отсчётов этой последовательности, а остальные присоединить к последовательности {\displaystyle y_{k-1}}. После выполнения этой процедуры для каждого {\displaystyle k} получится искомая последовательность {\displaystyle y=x*h}.

### Замечание
Число {\displaystyle L} удобно выбирать так, чтобы число {\displaystyle L+N-1} было степенью двойки. Тогда каждую из частичных свёрток можно эффективно выполнять с помощью быстрых алгоритмов, значительно снижая вычислительную сложность.